# شمارين
شمارين قرية سوريّة تتبع إداريّاً لمحافظة حلب منطقة أعزاز ناحية مركز أعزاز، بلغ تعداد سكانها 506 نسمة حسب التعداد السكاني لعام 2004.